# Cantone di Villemur-sur-Tarn
Il Cantone di Villemur-sur-Tarn è una divisione amministrativa dell'Arrondissement di Tolosa.
A seguito della riforma approvata con decreto del 13 febbraio 2014, che ha avuto attuazione dopo le elezioni dipartimentali del 2015, è passato da 7 a 19 comuni.

## Composizione
I 7 comuni facenti parte prima della riforma del 2014 erano:
- Bondigoux
- Le Born
- Layrac-sur-Tarn
- La Magdelaine-sur-Tarn
- Mirepoix-sur-Tarn
- Villematier
- Villemur-sur-Tarn

Dal 2015 i comuni appartenenti al cantone sono i seguenti 19:
- Bessières
- Bondigoux
- Le Born
- Bouloc
- Buzet-sur-Tarn
- Castelnau-d'Estrétefonds
- Cépet
- Fronton
- Gargas
- Layrac-sur-Tarn
- La Magdelaine-sur-Tarn
- Mirepoix-sur-Tarn
- Saint-Rustice
- Saint-Sauveur
- Vacquiers
- Villaudric
- Villematier
- Villemur-sur-Tarn
- Villeneuve-lès-Bouloc